# Королева Нігерії
Королева Нігерії — офіційний титул Єлизавети II як голови суверенної держави Нігерія у 1960—1963. Була представлена генерал-губернатором. Єлизавета II також була монархом інших королівств Співдружності, зокрема, Сполученого Королівства Великої Британії та Північної Ірландії.
У 1963 було прийнято нову конституцію, держава позбулася монархії та перетворилася на республіку у складі Співдружності, з головою держави — президентом.

## Спадкування престолу
Спадкування престолу здійснювалося відповідно до Акту про престолонаслідування 1701 року. Спадкоємцем престолу Королівства був Чарльз, принц Уельський.

## Титул
- англ. By the Grace of God, of the United Kingdom of Great Britain and Northern Ireland and of Her other Realms and Territories Queen, Head of the Commonwealth, Defender of the Faith
- англ. Elizabeth the Second, Queen of Nigeria, and of Her other Realms and Territories, Head of the Commonwealth

## Список
| І'мя                              | Портрет | Примітки                                                                                         |
| --------------------------------- | ------- | ------------------------------------------------------------------------------------------------ |
| Єлизавета II (англ. Elizabeth II) |         | Донька Георга VI, голова Співдружності націй. Консортом королеви був Філіп, герцог Единбурзький. |